# Avrilly (Owernia)
Avrilly – miejscowość i gmina we Francji, w regionie Owernia-Rodan-Alpy, w departamencie Allier.

## Demografia
Według danych na rok 1990 gminę zamieszkiwało 159 osób, a gęstość zaludnienia wynosiła 14 osób/km². W styczniu 2015 r. Avrilly zamieszkiwało 150 osób, przy gęstości zaludnienia wynoszącej 13,2 osób/km².